# Bagru
Bagru là một thành phố và khu đô thị của quận Jaipur thuộc bang Rajasthan, Ấn Độ.

## Địa lý
Bagru có vị trí 26°49′B 75°33′Đ / 26,82°B 75,55°Đ Nó có độ cao trung bình là 341 mét (1118 foot).

## Nhân khẩu
Theo điều tra dân số năm 2001 của Ấn Độ, Bagru có dân số 22.089 người. Phái nam chiếm 52% tổng số dân và phái nữ chiếm 48%. Bagru có tỷ lệ 52% biết đọc biết viết, thấp hơn tỷ lệ trung bình toàn quốc là 59,5%: tỷ lệ cho phái nam là 66%, và tỷ lệ cho phái nữ là 38%. Tại Bagru, 18% dân số nhỏ hơn 6 tuổi.